# Prince Polo
Prince Polo je čokoládová oplatka z Polska. V Česku, Maďarsku, Litvě, Lotyšsku a na Slovensku je známá převážně jako Siesta, na Islandu pak jako Prins Póló. I přes mnoho let se prodával jako jeden z mála čokoládových oplatek, a díky tomu získal mezi obyvateli velkou popularitu. Když 11. března 1999 přijel do Polska Islandský prezident  Ólafur Ragnar Grímsson, prohlásil, že "Celá generace Islanďanů vyrostla na dvou věcech - na americké Coca-Cole a polském Prince Polu"
Výroba začala v roce 1955 v závodu Olza S.A. v Cieszynie. Jedná se o celomáčenou oplatku skládající se ze čtyř vrstev a čokoládovou náplní. Firma byla založena už v roce 1920, nicméně o 73 let později (v roce 1993) koupila firmu společnost Kraft Foods, Inc., v roce 2013 přejmenována na Mondelēz International.
V roce 1995 na obalu výrobku Prince Polo se objevilo nové logo, změnil se vzhled obalu a začaly se vyrábět i nové příchutě,počínaje od ořechové (od roku 1996), a poté příchuť jablečná, mléčná, kokosová, perníková či verze Premium. Také byla vyrobena oplatka ve velikosti XXL.